# 2 Minuten
2 Minuten ist eine von Lisa Miller geschriebene und inszenierte sowie vom MDR produzierte Webserie. Die erste Staffel, auch genannt Zwei Minuten – Der Test, die am 27. November 2020 mit sechs Kurzepisoden in der ARD Mediathek erschien, zeigt verschiedene Reaktionen auf Ergebnisse von Schwangerschaftstests. Der Titel bezieht sich darauf, wie lange ein solcher Urintest braucht, um nach der Anwendung das Ergebnis anzuzeigen. In der zweiten Staffel 2 Minuten – 24/7 mit längeren Episoden, die am 25. Januar 2024 erschien, sind die Figuren frische Eltern.

## Produktion
Am 26. August 2020 kündigte der MDR die Webserie an und begannen die Dreharbeiten der sechs Episoden in Leipzig. Die MDR-Redakteurinnen Beate Maschke-Spittler und Meike Götz entwickelten die Idee zur Serie, die für das Innovationsförderprogramm MDR next ausgewählt wurde. Geschrieben und gedreht wurde sie von Lisa Miller; die Produktion übernahm Saxonia Media mit einem Team aus Yvonne Abele, Josepha Herbst, Katharina Puttendörfer und Daniela Zentner, sodass an der Entwicklung der Serie von Idee bis Umsetzung fast nur Frauen beteiligt waren. Lisa Miller verwendete nach Eigenaussage „eine feministische Herangehensweise, weil es ein zutiefst feministisches Thema ist, weil es in erster Linie Frauen betrifft“. Die zweite Staffel wurde im Februar bis Anfang März 2023 gedreht. Drehbuch und Regie führte Miller diesmal zusammen mit Leonie Krippendorff; eine Folge schrieb außerdem Alice Gruia.

## Handlung

### Staffel 1
Frauen, die privat oder bei der Gynäkologin einen Schwangerschaftstest gemacht haben, warten oder reagieren auf das Ergebnis, das manchmal wie gewünscht und manchmal gegenteilig ausfällt. Alle Episoden spielen in Leipzig an einem Freitagnachmittag zeitlich und örtlich nah beieinander.

### Staffel 2
Anderthalb Jahre später sind die Paare, die Eltern geworden sind, mit ihren neuen Babys dem Stress und anderen unschönen Seiten junger Elternschaft ausgesetzt. Andere sind freiwillig oder unfreiwillig immer noch nicht Eltern geworden. Die Geschichten der verschiedenen Figuren verlaufen am selben Tag parallel und kreuzen sich, bis sie in der letzten Episode zusammenlaufen.

## Episodenliste

### Staffel 1
| Nr. (ges.)                                                                   | Nr. (St.) | Originaltitel   | Zusammenfassung |
| ---------------------------------------------------------------------------- | --------- | --------------- | --- |
| 1                                                                            | 1         | Test of Shame   | Vor der Apotheke begegnet Sandra der 15-jährigen Mia, die die Pille danach haben möchte, und führt mit ihr ein Aufklärungsgespräch.                                                                               |
| 2                                                                            | 2         | Ich & Ich & Sie | Als in der polyamorösen WG von Sandra ein positiver Test gefunden wird, diskutieren die zwei potenziellen Väter über sie hinweg über das Ergebnis. Nur war es gar nicht Sandras Test.                             |
| 3                                                                            | 3         | #Momlife        | Mutterbloggerin Clara und ihr Partner Simon lassen ihre Fans per Video am Urintest und der Verkündung des Ergebnisses teilhaben.                                                                                  |
| 4                                                                            | 4         | Baby Blue       | Die lesbische Kim, die bereits mehrfach versucht hat, durch künstliche Befruchtung schwanger zu werden, traut sich nicht, das Ergebnis anzusehen und lässt das ihren Mitarbeiter übernehmen.                      |
| 5                                                                            | 5         | §218 My Ass     | Der Jurastudentin Samira passt die Schwangerschaftsdiagnose durch ihre Gynäkologin nicht in ihren Karriereplan, sodass sie den Weg zum Schwangerschaftsabbruch diskutieren.                                       |
| 6                                                                            | 6         | Positiv         | Neele, die bereits einen Frühtest gemacht hat, macht den Urintest gemeinsam mit ihrer Cousine Tina, die das Down-Syndrom hat. Als die Ergebnisse da sind, wissen sie aber nicht mehr, welcher Test zu wem gehört. |
| Alle Folgen wurden am 27. November 2020 in der ARD Mediathek veröffentlicht. |           |                 | |

### Staffel 2
| Nr. (ges.)                                                                 | Nr. (St.) | Originaltitel      | Zusammenfassung |
| -------------------------------------------------------------------------- | --------- | ------------------ | --- |
| 7                                                                          | 1         | Babymetal          | Das Baby von Paula und Kim ist ein Schreikind und hält Kim, die zuhause bleibt, auf Trab, während Paula die Arbeit zur Entspannung nutzt.                                                                                    |
| 8                                                                          | 2         | Traumapilz         | Samira erfährt von Neeles Kaiserschnitttrauma, durch das diese eine postpartale Depression entwickelt hat, und konfrontiert den Arzt.                                                                                        |
| 9                                                                          | 3         | Dia de los Muertos | Im Dauerstress zwischen zwei Kindern, Nanny und Umzugsvorbereitungen flüchtet Clara darin, unterdrückten Sehnsüchten nachzugeben, bis sich die aufgestaute Wut gegen Simon entlädt.                                          |
| 10                                                                         | 4         | Keinbaby-Blues     | Tina und Lucas, die beide das Down-Syndrom haben, wollen unbedingt ein Kind, aber Tina wird nicht schwanger. Die Frauenärztin rät ihnen aufgrund der Schwierigkeiten davon ab. Dafür dürfen sie sich um Neeles Baby kümmern. |
| 11                                                                         | 5         | Paartanz           | Samira ist Mediatorin im Gespräch zwischen Vanessa und Alexej, der darum kämpft, seine Tochter mehr sehen zu dürfen. |
| 12                                                                         | 6         | Happy Birthday     | Kyra ist von Jerome ungewollt und unglücklich schwanger, hat aber ausgerechnet am Morgen ihres Geburtstags eine Fehlgeburt, was ihre Feier ruiniert.                                                                         |
| Alle Folgen wurden am 25. Januar 2024 in der ARD Mediathek veröffentlicht. |           |                    | |

## Besetzung
| Rolle            | Darsteller                  | Folgen                           |
| ---------------- | --------------------------- | -------------------------------- |
| Sandra           | Sophie Pfennigstorf         | 1.01–1.02                        |
| Mia              | Shenia Pitschmann           | 1.01                             |
| Jerome           | Omar El-Saeidi              | 1.02, 2.02–2.03, 2.06            |
| Tom              | Madieu Ulbrich              | 1.02                             |
| Neele            | Marie Nasemann              | 1.02, 1.06                       |
| Neele            | Lucie Heinze                | 2.01–2.02, 2.04, 2.06            |
| Tina Nowak       | Luisa Wöllisch              | 1.02, 1.06–2.01, 2.04            |
| Clara            | Kathi Wolf                  | 1.03, 2.02–2.04, 2.06            |
| Simon            | Rupert Markthaler           | 1.03, 2.03, 2.06                 |
| Paula            | Taneshia Abt                | 1.03–1.04, 2.01, 2.06            |
| Samira Khorazani | Banafshe Hourmazdi          | 1.03, 1.05, 2.01–2.03, 2.05–2.06 |
|                  | Ninia Lagrande              | 1.03                             |
| Kim              | Johanna Franke              | 1.04, 1.06–2.02, 2.04, 2.06      |
| Jan              | Kevin Silvergieter          | 1.04, 2.06                       |
| Dr. Vogel        | Corinna Harfouch            | 1.05                             |
| Jasmin           | Lilli Hollunder             | 2.01                             |
| Kyra Bauer       | Lena Klenke                 | 2.01–2.02, 2.06                  |
|                  | Marie Anne Fliegel          | 2.01                             |
| Lucas            | Simon Rupp                  | 2.01, 2.04                       |
| Vanessa Strobel  | Barbara Colceriu            | 2.02, 2.05                       |
| Alexej Popow     | Laurence Rupp               | 2.02, 2.04–2.06                  |
| Angelika Strobel | Nadja Engel                 | 2.02, 2.05                       |
| Dr. Thomas Bach  | Christoph Gawenda           | 2.02                             |
| Laura            | Maria Elisa Sanchéz Fuentes | 2.03                             |
| Ruth             | Thelma Buabeng              | 2.04                             |
| Dr. Spatz        | Christina Große             | 2.04, 2.06                       |
| Thomas           | Henning Peker               | 2.04                             |
| Knut             | Knut Berger                 | 2.06                             |

## Nominierung
- Grimme-Preis 2021 Kategorie Fiktion